# 加藤佑奈
加藤佑奈（日语：／ Kato Yuna，2002年6月26日—），日本女子羽毛球運動員。岐阜縣岐阜市出生，畢業於青森山田中學校、青森山田高等學校，2021年加入再春馆制药所，並為再春馆制药所羽毛球隊的成員，隊員編號為4號。

## 簡歷
2022年7月，加藤佑奈出戰中华台北羽毛球公开赛，与广上瑠依获得女子双打亚军。

## 主要比賽成績
只列出曾進入準決賽的國際賽事成績：
| 年份   | 賽事                     | 公開賽級別 | 項目     | 拍檔     | 成績   |
| ------ | ------------------------ | ---------- | -------- | -------- | ------ |
| 2022年 | 亞洲羽毛球團體錦標賽     | 其他       | 女子團體 | －       | 季軍   |
| 2022年 | 斯洛伐克羽毛球公開賽     | 未來系列賽 | 女子雙打 | 广上瑠依 | 準決賽 |
| 2022年 | 墨西哥羽毛球國際挑戰賽   | 國際挑戰賽 | 女子雙打 | 广上瑠依 | 冠軍   |
| 2022年 | 台北羽毛球公開賽         | 超級300賽  | 女子雙打 | 广上瑠依 | 亞軍   |
| 2022年 | 比利時羽毛球國際賽       | 國際挑戰賽 | 女子雙打 | 广上瑠依 | 冠軍   |
| 2022年 | 加拿大羽毛球公開賽       | 超級100賽  | 女子雙打 | 广上瑠依 | 亞軍   |
| 2022年 | 印尼瑪琅羽毛球大師賽     | 超級100賽  | 女子雙打 | 广上瑠依 | 冠軍   |
| 2023年 | 韓國羽毛球大師賽         | 超級300賽  | 女子雙打 | 广上瑠依 | 亞軍   |
| 2024年 | 奧爾良羽毛球大師賽       | 超級300賽  | 女子雙打 | 廣上瑠依 | 亞軍   |
| 2024年 | 美國羽球公開賽           | 超級300賽  | 女子雙打 | 廣上瑠依 | 準決賽 |
| 2025年 | 馬來西亞羽毛球國際挑戰賽 | 國際挑戰賽 | 女子雙打 | 大澤陽奈 | 亞軍   |

| 2018-2026年 | 總決賽 | 超級1000賽 | 超級750賽 | 超級500賽 | 超級300賽 | 超級100賽 | 國際挑戰賽 | 國際系列賽 | 未來系列賽 | 其他 |